# Alkanna pamphylica
Alkanna pamphylica är en strävbladig växtart som beskrevs av Hub.-mor. och Reese. Alkanna pamphylica ingår i släktet Alkanna och familjen strävbladiga växter. Inga underarter finns listade i Catalogue of Life.